# فریدون حسنوند
فریدون حسنوند (زادهٔ ۱۳۴۴ در اندیمشک) سیاستمدار ایرانی است که در ادوار ششم، هفتم، هشتم، دهم و یازدهم، به‌عنوان نمایندهٔ اندیمشک، از استان خوزستان در مجلس شورای اسلامی  حضور داشت. او در دوره دهم و یازدهم رئیس کمیسیون انرژی مجلس شورای اسلامی بود.او نماینده سابق مردم اندیمشک در مجلس شورای اسلامی است 
وی در دولت دهم در فاصله سال‌های ۱۳۹۱ تا ۱۳۹۲ به‌عنوان استاندار بوشهر فعالیت می‌کرد. حسنوند دانش‌آموخته کارشناسی ارشد علوم سیاسی از دانشگاه آزاد اسلامی است.
حسنوند فعالیت خود را در خلال جنگ ایران و عراق به‌عنوان نیروی داوطلب در بسیج آغاز کرد و پیش از ورود به مجلس ششم، کارمند وزارت اطلاعات (اداره کل اطلاعات استان خوزستان) بود.